# Копетдазька напівпустеля
Копетдазька напівпустеля (ідентифікатор WWF: PA1319) — палеарктичний екорегіон пустель і склерофітних чагарників, розташований в перегір'ях Копетдагу на території південно-західного Туркменістану та північного Ірану.

## Географія

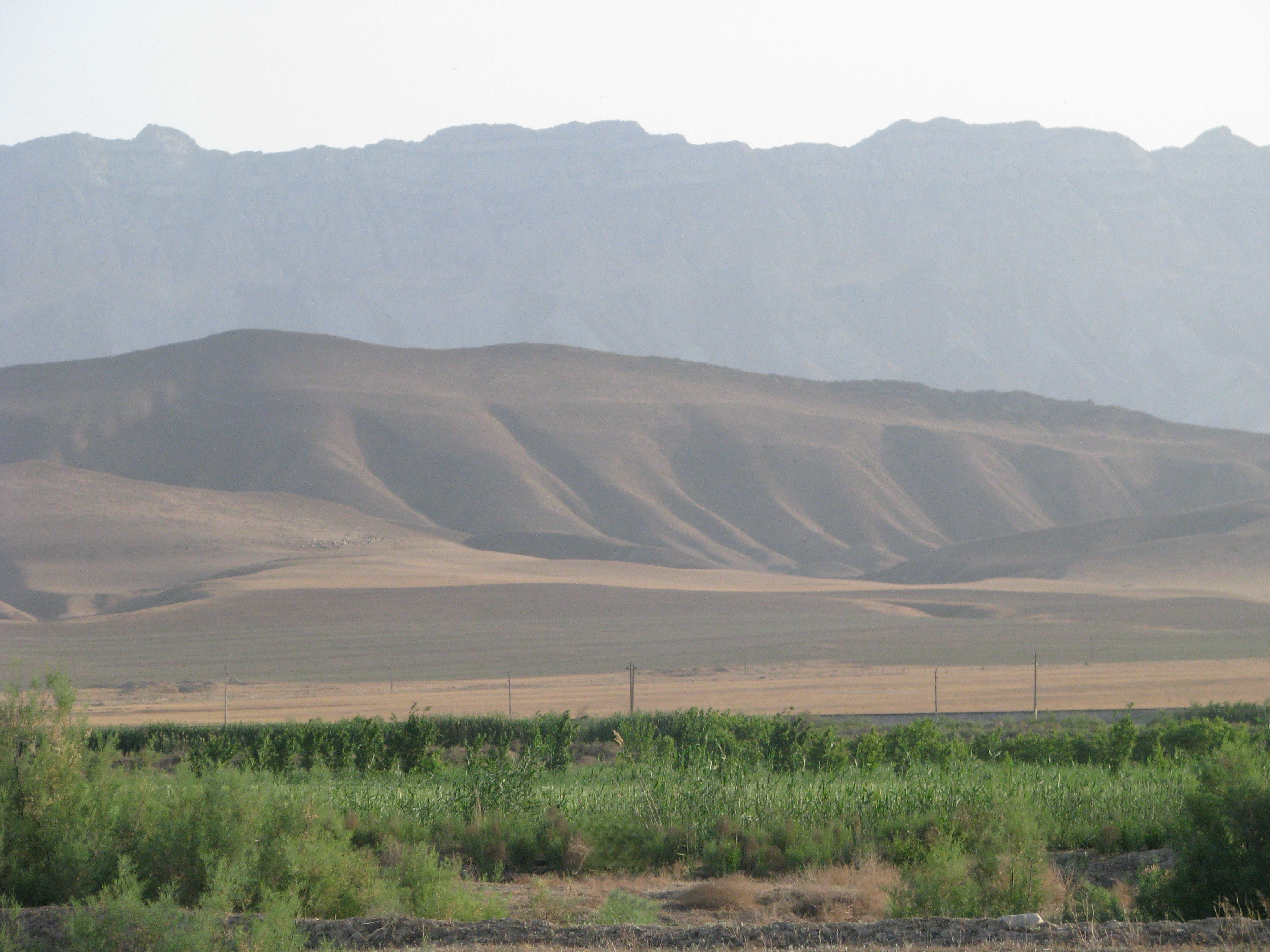
Вид на гори Копетдаг

Копетдазька напівпустеля простягається від іранського міста Ґонбад-е-Кабус на північ, вздовж західних передгір'їв Копетдагу, до пагорбів Малого Балхану та до туркменістанського міста Берекет, після чого повертає на південний схід і тягнеться до Ашгабату. Цей екорегіон представлений переважно безплідними, напівпустельними ландшафтами. На заході і півночі регіону поширені глинисті та лесові пустелі, де зустрічаються піщані дюни, солончаки та такири — великі глинисті ділянки, вкриті твердою, потрісканою кіркою. На вузькій похилій рівнині на північному сході регіону поширені кам'янисті пустелі, де зустрічаються численні алювіальні конуси і лесові відкладення.
Екорегіон копетдазької навпівпустелі є перехідноюу зоною між Центральноазійською південною пустелею на півночі, пустелею Каспійської низовини на заході та екорегіоном рідколісь та лісостепу Копетдагу на півдні і сході. На південь від регіону, на північних схилах гір Ельбурс, поширені Каспійсько-Гірканські мішані ліси.

## Клімат
В межах екорегіону переважає напівпустельний клімат (BSk за класифікацією кліматів Кеппена), що є перехідним між спекотним і посушливим пустельним кліматом та більш вологим і помірним кліматом гір Ельбурс і Копетдаг. Середньорічна кількість опадів може досягати 230 мм.

## Флора і фауна
Флора екорегіону представлена напівпустельними чагарниками і степовими трав'янистими рослинами, зокрема різними видами полину (Artemisia spp.), ковили (Stipa spp.), житняку (Agropyron spp.), арістіди (Aristida spp.) та костриці (Festuca spp.). Значна частина екорегіону повністю позбавлена рослинності.
В екорегіоні мешкають туркменські кулани (Equus hemionus kulan), смугасті гієни (Hyaena hyaena), манули (Otocolobus manul) та рідкісні анатолійські леопарди (Panthera pardus tulliana). В небесах ширяють балабани (Falco cherrug), сапсани (Falco peregrinus) та змієїди (Circaetus gallicus), степові луні (Circus macrourus) та стерв'ятники (Neophron percnopterus), а серед чагарників шукають їжу євразійські дрохви (Otis tarda), східні джеки (Chlamydotis macqueenii) та скакуни Бленфорда (Jaculus blanfordi). Характерними представниками екорегіону є туркменські медоїди (Mellivora capensis buechneri)
Серед скель зустрічаються різноманітні плазуни, зокрема гладкі гекончики (Alsophylax laevis), плямисті круглоголовки (Phrynocephalus maculatus), каспійські варани (Varanus griseus caspius), іранські котячі змії (Telescopus rhinopoma) та середньоазійські кобри (Naja oxiana). Ендеміками регіону є круглоголовки Голубєва (Phrynocephalus golubewii) та гекончики Щербака (Alsophylax szczerbaki), а також цвіркуни Magrettia mutica та коники Iranella turcmena.

## Збереження
У північно-східній частині екорегіону розташовані основні населені пункти Туркменістану, зокрема його столиця Ашгабад. Території навколо них були перетворені на сільськогосподарські угіддя; численні оази зрошуються невеликими річками і струмками, що стікають з Копетдагу. Тут вирощують виноград, овочі, фрукти і бавовник. На алювіальних рівнинах у південно-східній частині екорегіону, на території Ірану, ведеться інтенсивне сільське господарство, вирощується пшениця та соя. Значна частина екорегіону в обох країнах перетворена на пасовища, і за останні десятиліття поголів'я худоби різко зросло. Оскільки в екорегіоні немає природоохоронних територій, за винятком невеликої ділянки Національного парку Голестан в Ірані, флора і фауна екорегіону є надзвичайно вразливою до людського тиску.